# Rolls Royce Trent (turbohélice)
El Rolls-Royce Trent o RB.50 fue el primer motor turbohélice de Rolls-Royce.

## Diseño y desarrollo
El Trent estaba basado en el concepto propuesto por Sir Frank Whittle y era esencialmente un turborreactor Derwent Mark II con una etapa adicional en la turbina que estaba conectada a una caja reductora (diseñada por A A Rubbra) y acoplada a una hélice Rotol de cinco palas. El Trent funcionó a prueba durante 633 horas antes de ser instalado en un caza Gloster Meteor el cual voló por primera vez el 20 de septiembre de 1945 iniciando un programa que constó de 298 horas de pruebas de vuelo.
Existe el debate sobre el origen del prefijo "RB". Tomado originalmente de "Rover-Barnoldswick", nombre del proyecto y la planta del proyecto original de la turbina Rover, el cual al pasar a las manos de Rolls-Royce, quedó generalmente aceptado, aunque erróneamente, como "Rolls-Barnoldswick".

## Especificaciones (Trent)
- Tipo: Turbohélice
- Largo::
- Diámetro:
- Peso:
- Compresor:
- Combustión:
- Turbina:
- Combustible:
- Potencia:
- Compresión:
- Consumo:
- Peso/empuje: